# Institut Max-Planck pour la recherche sur le cerveau
L'Institut Max-Planck pour la recherche sur le cerveau (Max-Planck-Institut für Hirnforschung ou MPI) est un institut de recherche extra-universitaire dépendant de la Société Max-Planck (MPG) situé à Francfort. Il abrite des travaux de recherche fondamentale sur la structure et les fonctions cérébrales.